# 다키카와 유키토키

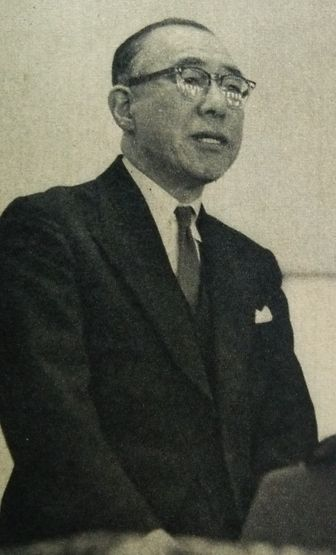
다키카와 유키토키(1956년)

다키카와 유키토키(일본어: 瀧川 幸辰, 1891년 2월 24일~1962년 11월 16일)는 일본의 법학자이다.

## 생애
1891년 오카야마현에서 태어났다. 1915년 교토 제국대학 독법과(獨法科)를 졸업한 뒤 사법성에 들어가 판사를 역임했다. 1918년 모교인 교토 제국대학의 조교수로 임명되었으며 1924년에는 교수가 되어 형법 강의를 담당했다.
1933년에 저서인 〈형법독본〉(刑法讀本)과 강연 내용이 공산주의 사상의 색채를 띠었다는 이유로 당시 문부상(文部相)인 하토야마 이치로로부터 사직하라는 압박을 받았다. 교토 제국대학 법학부에서는 학문의 자유를 지킨다는 뜻에서 이에 반대하는 움직임이 일어나 법학부의 전 교수가 사표를 제출하고 학생들도 저항했으나 결국 정부의 힘에 밀리게 되었는데 이것이 바로 다키카와 사건이다.
교수직을 사직한 뒤에는 변호사로 활동했으며 제2차 세계대전 후인 1946년에 복직하여 1950년까지 교토 대학 법학부장을 역임했다. 1948년에는 일본형법학회를 창립하여 초대 이사장을 맡았다. 1951년에 교토 대학 박사 학위를 취득했고 1953년부터 1957년까지 교토 대학 총장을 맡았다.
대표적인 저서로는 〈형법독본〉외에 〈범죄론 서설〉(犯罪論序說, 1938) 등이 있으며 여러 수필집을 남겼다.